# Cyclodes
Cyclodes is een geslacht van vlinders van de familie spinneruilen (Erebidae), uit de onderfamilie Calpinae.

## Soorten
- C. caecutiens Hübner, 1806
- C. cyclopis Hübner, 1825
- C. omma Hoeven, 1840
- C. pulchra Bethune-Baker, 1906
- C. spectans Snellen, 1886